# Bibb Latané
Bibb Latané (19 luglio 1937) è uno psicologo statunitense.
Esperto di psicologia sociale, è probabilmente più famoso per il suo lavoro con John Darley sull'effetto spettatore nelle emergenze, ma ha pubblicato anche molti articoli sull'attrazione sociale negli animali, sulla pigrizia sociale nei gruppi e sulla diffusione dell'influenza sociale nelle popolazioni. Latané  fu determinante nell'introdurre idee provenienti dalla teoria dei sistemi dinamici nella psicologia sociale, dimostrando, per esempio, come varie forme di ordine potrebbero emergere spontaneamente in grandi gruppi sociali da semplici tentativi di un individuo di adattarsi ai suoi vicini locali.
Latané ricevette due volte il Premio per la ricerca nelle scienze comportamentali dell'American Association for the Advancement of Science, nel 1968 e nel 1980.
Latané ottenne il suo B.A. da Yale nel 1958 e il suo Ph.D. (sotto la guida di Stanley Schachter) dall'Università del Minnesota nel 1963. Insegnò all'Università della Columbia, all'Università statale dell'Ohio, all'Università Atlantica della Florida e all'Università della Carolina del Nord a Chapel Hill.  Negli anni 1980, fu direttore dell'Istituto per la ricerca nelle scienze sociali dell'Università della Carolina del Nord a Chapel Hill (ora Istituto Odum). È attualmente direttore del Centri per le scienze umane a Chapel Hill, NC, da lui fondato.
Sebbene il nome di Latané sia a volte erroneamente pronunciato /leɪˈteɪn/, la pronuncia corretta è /lætəˈneɪ/.